# Bobrowniki Wielkie
Bobrowniki Wielkie is een plaats in het Poolse district Tarnowski, woiwodschap Klein-Polen. De plaats maakt deel uit van de gemeente Żabno en telt 740 inwoners.